# Live from Camp X-Ray
Live from Camp X-Ray è un album in studio del gruppo musicale statunitense Rocket from the Crypt, pubblicato nel 2002.
Contrariamente da quanto si possa intuire dal titolo, non si tratta di un album dal vivo. È inoltre l'ultimo album in studio del gruppo, che si è sciolto ufficialmente nel 2005.

## Tracce
1. I'm Not Invisible
2. Get Down
3. I Can't Feel My Head
4. Can You Hear It?
5. I Wanna Know What I Wanna Know
6. Bring Us Bullets
7. Bucket of Piss
8. Dumb Blind and Horny
9. Outsider
10. Too Many Balls

## Formazione
- Speedo (John Reis) - chitarra, voce
- ND (Andy Stamets) - chitarra, cori
- Petey X (Pete Reichert) - basso, cori
- Apollo 9 (Paul O'Beirne) - sassofono, cori
- JC 2000 (Jason Crane) - tromba, cori
- Atom (Adam Willard) - batteria
- Ruby Mars (Mario Rubalcaba) - batteria